# Pavel Savitski
Pavel Alehavich Savitski (em bielorrusso: Павел Алегавiч Савiцкi, russo: Павел Олегович Савицкий (Pavel Olegovich Savitskiy); Hrodna, 12 de julho de 1994) é um futebolista bielorrusso que joga como atacante. Atualmente, joga no Neman Grodno. Savitski também atua pela Seleção Bielorrussa de Futebol.

## Carreira
Nascido em Hrodna, Savitski começou sua carreira no Neman Grodno. Fez sua estreia na Vysshaya Liga, primeira divisão bielorrussa, em 2011.